# Rue Princesse (Abidjan)
Pour les articles homonymes, voir Rue Princesse.
 (octobre 2008).
Si vous disposez d'ouvrages ou d'articles de référence ou si vous connaissez des sites web de qualité traitant du thème abordé ici, merci de compléter l'article en donnant les références utiles à sa vérifiabilité et en les liant à la section « Notes et références ».
5° 20′ 48″ N, 4° 04′ 01″ O

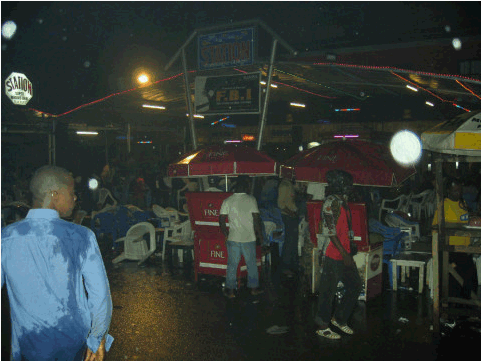
Le maquis La Station sur la rue Princesse (2007).

La rue Princesse est une ancienne rue située dans la commune de Yopougon à Abidjan nord (Côte d'Ivoire) entre les quartiers Selmer et Wassakara. Très fréquentée pour son nombre important de maquis et de bars, la rue Princesse s’étendait sur environ 2 km, où gastronomie, alcool, musique et sexe cohabitaient ensemble au grand bonheur des visiteurs. Elle faisait partie des endroits incontournables à Abidjan et était même classée comme l’une des destinations nocturnes les plus animées d’Afrique subsaharienne.
La rue Princesse fut détruite le 5 août 2011 dans le cadre des mesures de réhabilitation  et d'assainissement prévues par le district d'Abidjan.

## Caractéristiques
Elle est située dans la commune de Yopougon et regorge de plusieurs établissements de divertissements (maquis et night-clubs).
La rue Princesse était connue pour son ambiance et sa richesse en maquis modernes et en boîtes de nuit.
Fréquentée par des milliers de personnes chaque semaine, elle fut dans les années 90 et jusqu'à la fin des années 2000, considérée comme le boulevard le plus animé de toute l'Afrique avec son ambiance excessive permanente. Les maquis les plus grands du continent africain se trouvaient dans la rue Princesse. Lieu d'expression de la culture ivoirienne, c'est ici que presque tous les artistes coupé-décalé faisaient leurs débuts comme DJ dans les maquis.
Le boulevard a fait l'objet de plusieurs reportages. Il est même le lieu éponyme d'un film d'Henri Duparc, Rue Princesse. Un épisode de la série satirique à succès Faut pas fâcher y a été tourné.
Aujourd'hui à Abidjan, la rue Princesse a définitivement laissé place à la rue des Mille maquis située à Marcory (Abidjan sud) lieu de concentration de maquis et d'expression culturelle et musicale ivoirienne.

## Histoire

### Naissance
La rue Princesse est née à la fin des années 1980. La Clinique (actuel Cyclone bar) est l'un des tout premiers maquis à ouvrir sur cette voie. Il y a eu par la suite la Pharmacie de garde (non loin du chawarma actuel de la rue Princesse), le Sérum (actuel Magnum), Get 27 et le Golgotha. À cette époque, elle était fréquentée par les noceurs tels que Charly, Beaux Yeux, Manou, DJ Ben, Bobby, Adama Get, Martino Cerveau, Aladji Tutuya, DJ Moneka, Jean Yao (grand maître de salle)… La salsa, le rhythm and blues, le zouglou dominaient.
Les premiers maquis du quartier étaient construits simplement avec quelques planches, la beauté ou l'esthétique comptant peu. Aujourd'hui, on parle de « maquis moderne », plutôt luxueux après avoir bénéficié de rénovations les rapprochant parfois de véritables discothèques.
Les premiers disc-jockeys célèbres étaient Chao Mao, au Get 27, et Aladji Tutuya.

### Développement
Vers la fin des années 1990, la rue Princesse s'étend : partie du Get 27, en venant du côté de la pharmacie Kenya, elle va se limiter au Magnum discothèque du côté de Bel Air. On assiste à une floraison de maquis, les uns aussi performants et attrayants que les autres. Le Pouvoir et la Nouvelle écriture font leur apparition : ces deux maquis rivaux qui voulaient être des références ont apporté leur contribution à la promotion de cette rue au-delà des frontières ivoiriennes.
Pendant que la crise battait son plein et pendant la période de couvre-feu, la rue Princesse a vu naître le Shanghaï (ex Tango tango). Un nouveau concept venait d'être imaginé par le docteur Viera. Face à la rude concurrence, chaque maquis s'est doté de managers et de disc jockeys avec des cabines climatisées ainsi que de serveuses et de gardes du corps musclés en uniformes aux couleurs de leur maquis.
Au fur et à mesure, certains opérateurs rachètent les maquis. Raison pour laquelle, bien qu'il n'y ait pas de nouvelles constructions, la nouvelle gérance d'un ancien maquis se relooke. Le Pouvoir est devenu la Station et non loin, la Nouvelle écriture s'est muée en Fouquet's.
La popularité de la rue Princesse traverse alors les frontières et le boulevard devient le lieu de divertissement et de tourisme de loisir incontournable du tout Abidjan.
Le 29 mars 2008, Jack Lang et Laurent Gbagbo effectuent une sortie nocturne à Abidjan. Ils fréquentent une boîte de nuit dénommée le Queens Discothèque de la rue Princesse.

Après sa sortie à Yopougon, Jack Lang affirme : 
«  Je suis très heureux de me retrouver en compagnie du Président qui, on l'a vu ce soir encore, bénéficie d'une grand popularité à Abidjan et notamment dans les quartiers populaires. En même temps ça me rappelle l'époque où je venais encore jeune professeur dans les boîtes de nuit, dans les bistrots, dans les cafés »[réf. souhaitée] et « Abidjan plus que jamais est une ville vivante et certainement l'une des villes les plus vivantes de l'Afrique tout entière[réf. souhaitée]  »

### Démolition
Début août 2011, le gouvernement de Ouattara décide la fermeture de la célèbre rue, conformément à un arrêté ministériel de 2008, tous les bars sont rasés par des bulldozers,.

### Déclin et nouvelles tendances
Au fil des années, il souffle un vent de déclin sur la rue Princesse. Si la rue Princesse faisait vibrer tout Abidjan dans les années 90 et 2000, son atmosphère a considérablement changé pour devenir moribonde. La destruction de cette rue par les autorités ivoiriennes a annoncé son déclin. Pendant ce temps, le noctambule abidjanais a vu naître des rues et des districts de la joie concurrents qui se sont développés dans les deux communes chics du centre-ville abidjanais que sont Cocody et Marcory. Beaucoup de noctambules préfèrent donc désormais se divertir dans ces zones devenues largement meilleures en termes d'ambiance et affichant finalement un meilleur rapport qualité/prix/distance.
À Marcory et Cocody, les Mille maquis et la Ligne 11 regorgent de discothèques et d'espaces de détentes gigantesques à l'ambiance frénétique. Ces établissements innovent constamment au niveau des concepts et des soirées. Les meilleurs DJ y ont également élu domicile. La sapeologie[Quoi ?] y est très respectée par les noctambules jeunes et branchés.
L'essentiel de l'activité nocturne se concentre désormais au centre-ville, mais pas complètement. En effet, les noctambules désirant toujours se divertir dans la commune de Yopougon se sont désormais tournés vers un autre quartier chaud, Niangon, et ses nombreux espaces de divertissement nocturne qui semblent avoir dramatiquement damé le pion à la rue Princesse.

## Impact

### Impact économique
La rue Princesse était un acteur majeur de l'activité économique dans la commune de Yopougon. En effet, ses maquis généraient beaucoup de ressources : ils payaient leurs taxes respectives à la mairie, les établissements employaient des personnes déscolarisées. Ils luttaient contre la pauvreté. Des établissements connexes comme ceux des vendeuses de poulets, poissons et cigarettes y ont fait irruption.
La rue Princesse avait également la réputation d'être un haut lieu de prostitution et de libertinage sexuel.

### Impact culturel
Elle a joué durant toute une décennie un rôle important pour la diffusion des productions discographiques et pour la promotion du coupé-décalé et du zouglou. Elle a vu naître une classe de disc jockeys qui, après avoir sorti un album, ont connu l'eldorado : DJ Mackenzy (de la Nouvelle écriture), DJ Arafat (du Shangaï), DJ Bombastik (de la Station), Tata Kheny (de la Nouvelle écriture), Mareshal Dj (du Shangaï), et bien d'autres.
Tous ces artistes sont aujourd'hui des ambassadeurs du coupé-décalé dans le monde entier.
La rue Princesse a également fait des émules à l'étranger, avec notamment la rue Blabla, dans le quartier de l'Hippodrome à Bamako, qui regroupe la plupart des bars et restaurants branchés de la ville et est communément appelée Princesse.

## Note
1. ↑  « Côte d’Ivoire : requiem pour la rue Princesse – Jeune Afrique », sur JeuneAfrique.com, 13 août 2011 (consulté le 16 juin 2021)
2. ↑  « La rue Princesse d'Abidjan a perdu de sa superbe (vidéo) », 28 mars 2018 (consulté le 15 juin 2023)
3. ↑  « Côte d'Ivoire: la célèbre rue Princesse rasée au bulldozer », sur RFI, 8 août 2011 (consulté le 20 mai 2025)
4. ↑  « Rue princesse : la fin d’un mythe ivoirien », sur JeuneAfrique.com (consulté le 20 mai 2025)
5. ↑  K Zéguédoua Tano, « Enquête : La rue princesse dévoilée - Là où l’alcool, la drogue, et le sexe s’entremêlent - Pourquoi les autorités sont-elles impuissantes ? - Une industrie culturelle et économique au cœur d’une cité ! » , sur abidjan.net, 29 décembre 2009 (consulté le 20 mai 2025)
6. ↑  « DESTRUCTION DE MAQUIS A ABIDJAN : Adieu Princesse ! - leFaso.net », sur lefaso.net (consulté le 20 mai 2025)
7. ↑  « Abidjan : Rue Princesse, une histoire de la nuit », sur PAM | Pan African Music, 5 avril 2023 (consulté le 15 juin 2023)
8. ↑  (fr) « Côte d'Ivoire: la célèbre rue Princesse rasée au bulldozer », article du 8 août 2011 sur le site de RFI
9. ↑  « Abidjan sans sa rue Princesse », sur Libération (consulté le 15 juin 2023)
10. ↑  « Economie de la nuit : Il était une fois la rue Princesse de Yopougon - Abidjan.net News », sur news.abidjan.net (consulté le 15 juin 2023)